# Куандо
Куандо или Квандо (в долното течение Линянти, Чобе) (на португалски: Rio Cuando, на английски: Cuando River, Kwando River, Linyanti River, Chobe River) е река в Ангола, Замбия, Намибия и Ботсвана, десен приток на Замбези. Дължината ѝ е около 1500 km, а площта на водосборния басейн – 133 200 km². Река Куандо води началото си на 1364 m н.в. от централната част на платото Лунда в Ангола. В горното и средно течение тече в югоизточна посока през платото, като тук течението ѝ е изпъстрено с бързеи и прагове. На отделни участъци от средното си течение се явява граница между Ангола и Замбия, като образува широка от 5 до 10 km блатиста ивица. В района на анголо-замбийско-намибийската граница завива на юг и навлиза на територията на Намибия, в т.нар. Ивица Каприви, под името Линянти. След около 40 km пресича ивицата и достига до границата между Намибия и Ботсвана. От тук до устието си, вече под името Чобе служи за граница между двете държави. В долното си течение протича през силно заблатена долина. В нейната най-южна точка (18°30′ ю.ш.), по време на пролетните дъждове, но не всяка година в нея се влива отдясно един от ръкавите на река Окаванго. Влива се отдясно в река Замбези, на 924 m н.в., срещу замбийския град Казунгула. Основни притоци: леви – Кубанги, Кушиби, Шиколави; десни – Кембо, Квеио, Кубиа, Луиана (най-голям приток). Подхранването ѝ е предимно дъждовно с ясно изразено пролетно пълноводие (през октомври и ноември) и районите около нея се превръщат в блата и тресавища. Среден годишен отток в устието 27,3 m³/s.